# François French
François French (21 de mayo de 1981) es un deportista sudafricano que compitió en judo. Ganó una medalla de bronce en el Campeonato Africano de Judo de 2004 en la categoría de –81 kg.

## Palmarés internacional
| Campeonato Africano | Campeonato Africano | Campeonato Africano | Campeonato Africano |
| Año                 | Lugar               | Medalla             | Categoría           |
| ------------------- | ------------------- | ------------------- | ------------------- |
| 2004                | Túnez (Túnez)       | Medalla de bronce   | –81 kg              |